# Aphrophora willemsi
Aphrophora willemsi är en insektsart som beskrevs av Victor Lallemand 1946. Aphrophora willemsi ingår i släktet Aphrophora och familjen spottstritar. Inga underarter finns listade i Catalogue of Life.